# Arnež, Avstrija
Arnež (nem.: Arnfels) je trška občina in trško naselje na avstrijski južni Štajerski v okraju Lipnica s 1.051 prebivalci (stanje na 1. januar 2016). Leži ob rečici  Pesnici nedaleč od slovensko-avstrijske meje.

## Geografija

### Geografska lega
Območje občine Arneža  leži v celoti na območju  Kozjaka, ki je hribovje Labotniške ali Norijskih Alp, ki na vzhodu konča ob reki Pesnici.

### Občinska struktura
Občino sestavljajo dve katastrski občini, in sicer Arnež  (nem.: Arnfels) in Malče (nem.: Maltschach).  Na ozemlju občine se nahajata le ti dve naselji (v oklepaju nemška imena in število prebivalcev, stanje 01. januar 2015):
- Arnež (Arnfels) (855)
- Malče (Maltschach) (196)

## Zgodovina
Območje občine  je bilo zgodovinsko malo poseljeno hribovito in z gozdom poraslo območje.  Po letu 590 so se tudi na to območje na poti iz Dravske doline v Graško kotlino naselili zgodnji Slovenci oz. njihovi predniki za časa kneževine Karantanije. Od tedaj imamo tudi na tem območju slovenska ledinska imena ali krajevna imena, ki so bila tudi germanizirana, pa vendar to dokazuje prisotnost slovenščine v teh krajih. Na območju je potekala severna meja slovansko/slovenske poselitve, ki je bila sicer relativno redka – predvsem v nižje ležečih predelih. V 8. stoletju se na območje redke poselitve doseljujejo Bavarci.  Redke slovenske kmetije na zelo redko poseljenem območju so se že relativno zgodaj germanizirale. »Preživelo« je le nekaj ledinskih imen in nekaj slovenskih družinskih priimkov kot so:  Praznik, Vezonik, Robnik, Gaber, Habisch (Habič), Ramschak (Ramšak), Grabitz (Grabič), Suppan (Zupan), Wruss (Brus).  Skoraj nihče od nosilcev teh priimkov se danes ne opredeljuje kot Slovenec. 
Območje občine Arnež je bilo v 11. stoletju v posesti/lasti Spanheimov. Domnevamo, da je eden od njihovih vitezov zgradil stolpast grad Arnež, pri tem pa so nemški kolonisti ob vznožju grajskega hriba ustanovili naselje enakega imena. Kot zgodovinska rojstna letnica Arneža je ugotovljeno leto 1140, ko je na gradu in gospostvu izpričano deželno sodišče. Leta 1147 je po smrti grofa Bernarda Spanheimskega prešel v deželnoknežjo last. Iz listin ugotovimo, da se Arnež prvič leta 1280 omenja kot trg, sprva kot burgundska naselbina. Ime Arnež lahko kaže tudi na graditelja ali prvega lastnika gradu: "Arnova skala" = Arnfels. Leta 1278 bilo naselje povzdignjeno v trg oziroma dobilo trške pravice.
Grad Arnež se v listinah po letu 1212 pojavi kot  castrum Arnuelse  in je bil sprva v lasti Gospodov Cmureških, ki se tega leta pravdajo in poravnajo s samostanom iz Reuna. Ko Reinbert II. Cmureški leta 1242 umre, si grad in gospostvo podredi kot fevd štajerski vojvoda. Po letu 1246 je Arnež prišel v last nadškofije Salzburg.  Nadškof je grad in gospostvo podelil v fevd deželnemu knezu, ki je v sekundarni fevd Arnež podelil Vovrbrškim grofom. Liza Vovbrška je s poroko to posest prinesla v družino Pfanberških. Po neuspeli zaroti grofa Ulrika IV. Pfanberškega proti vojvodi Albrehtu I. leta 1293, je vojvoda grad Ulriku odvzel. Vojvoda Friderik Lepi je leta 1318 za pokritje svojih dolgov grad in gospostvo izročil salzburškemu nadškofu. Ta je posest podelil v fevd Frideriku III. Walsee iz Gradca. Na začetku 15. stoletja je grad dvakrat pogorel, nepopravljenega sta v fevd in v popravilo leta 1433 prejela brata Viljem in Ivan Reispergerja.
Kraj je v svoji zgodovini doživel dva velika uničenja: prvič opustošenje ob Turškem vpadu leta 1532 in drugič v požaru, ki je divjal po trškem naselju leta 1825.
Kraj je leta 1788 postal samostojna župnija. Prej je spadal pod prafaro Sv. Ivana v Saggautalu. Sedanja farna cerkev Marije Matere Božje je bila zgrajena med leti 1714-1717 na mestu prejšnje cerkve iz 15. stoletja. V srednjem veku je kraj cvetel od trgovine, saj je bil na t.i. Radgonski vinski cesti, ki je iz Radgone preko Arneža in Volšperka tovorila sadje in vino na Gornjo Štajersko. 
V Arnežu je bilo od leta 1850 Okrožno sodišče, ki je bilo ukinjeno leta 1976 in pristojnost prenesena v Lipnico. Kraj je nazadoval med obema vojnama, propadanje se je ustavilo po letu 1945.

## Kulturnozgodovinske znamenitosti
- Grad Arnež
- Farna cerkev Arnež (1714-1717)